# سيارة إسعاف (فلم)
سيارة إسعاف (بالإنجليزية: Ambulance) هو فيلم إثارة أكشن أمريكي صدر عام 2022 من إخراج وانتاج مايكل بي ومن بطولة جيك جيلنهال،يحيى عبد المتين الثاني،إيزا غونزاليس وغاريت ديلاهونت.